# ジョン・キング (第3代キングストン男爵)
第3代キングストン男爵ジョン・キング（英語: John King, 3rd Baron Kingston、1664年頃 – 1728年2月15日）は、アイルランド貴族。

## 生涯
初代キングストン男爵ジョン・キングとキャサリン・フェントン（Catherine Fenton、1669年没、ウィリアム・フェントンの娘）の息子として、1664年頃にボイル修道院で生まれた。1678年6月1日、ダブリン大学トリニティ・カレッジに入学した。
最初はプロテスタントだったが、すぐにカトリックに改宗し、ジェームズ2世のもとで枢密顧問官を務めた。ジェームズ2世がフランスに逃亡したときもそれに従い、無法者（outlaw）と宣言されたが、1694年9月3日に恩赦され、1695年4月7日に恩赦が正式に確認された。フランス滞在中の1693年12月、兄ロバートが死去したため、キングストン男爵の爵位を継承した。
1697年5月11日にアイルランド貴族院議員に就任、1698年1月31日にイングランドへの帰国許可を取得した。1715年12月12日にジョージ1世への忠誠を宣誓し、同月末までアイルランド貴族院議員を引き続き務めた。
1728年2月15日にロンドンで死去、17日にテンプル教会で埋葬された。息子ジェームズが爵位を継承した。

## 家族
1683年、マーガレット・オカハン（Margaret O'Cahan、1662年頃 – 1721年4月29日、フローレンス・オカハンの娘）と結婚
- ジェームズ（1693年 – 1761年） - 第4代キングストン男爵